# 芳草
芳草（1968年—）是越南女歌手，美越混血儿。

## 生平经历
1968年出生在同塔省沙沥，出生名字是文氏金朗（Văn Thị Kim Lang），取从养父姓氏，生父James Mavin Yoder是越战美国士兵，母亲是越南人，在芳草出生前，生父完成在越南的工作任务后回美国，直到芳草长大成人后，在美国记者Thomas Bass热心的帮助下，才找到生父，与艺术家玉礼（Ngọc Lễ）结婚，现已定居美国。

## 歌曲
歌曲《Xe đạp ơi》